# Peter Jeup
Peter Jeup (1953) is een Nederlands voormalig profvoetballer die als aanvaller speelde. Hij stond onder contract bij SVV waar hij van 1969 tot 1976 actief was. Hierna speelde hij nog twee seizoenen bij RVC vijf seizoenen bij VFC, alvorens hij in 1983 naar SVW ging.